# روبرتا ماكسويل
روبرتا ماكسويل هي ممثلة كندية، ولدت في 1942 بتورونتو في كندا. من الجوائز التي نالتها جائزة دورا مافور مور ‏.

## أعمال

### أفلام
- (1993) فيلادلفيا[4]
- (1997) ساعي البريد[5][6]
- (2004) اختيار غرايسي

### مسلسلات
- عالم آخر
- اختيار غرايسي

## جوائز
- جائزة دورا مافور مور [الإنجليزية]‏

## وصلات خارجية
- روبرتا ماكسويل على موقع IMDb (الإنجليزية)
- روبرتا ماكسويل على موقع قاعدة بيانات برودواي على الإنترنت (الإنجليزية)
- روبرتا ماكسويل على موقع قاعدة بيانات الفيلم (الإنجليزية)